# El Pastor
El Pastor är en ort i Mexiko.   Den ligger i kommunen Montemorelos och delstaten Nuevo León, i den centrala delen av landet, 600 km norr om huvudstaden Mexico City. El Pastor ligger 502 meter över havet och antalet invånare är 136.
Terrängen runt El Pastor är platt åt nordost, men åt sydväst är den bergig. Runt El Pastor är det ganska glesbefolkat, med 32 invånare per kvadratkilometer. Närmaste större samhälle är Montemorelos, 11,1 km öster om El Pastor. I omgivningarna runt El Pastor växer huvudsakligen savannskog.